# Sympterichthys unipennis
Sympterichthys unipennis fue una especie de peces marinos de la familia Brachionichthyidae, del orden Lophiiformes. La especie se consideraba nativa de Tasmania. Es la primera especie de pez moderno considerada extinta por la Lista Roja de la UICN en julio de 2020.

## Taxonomía
Sympterichthys unipennis fue descrita por el naturalista francés Georges Cuvier y publicada en Mémoires du Muséum d'Histoire Naturelle, París v. 3: 435, Pls. 16-18 en 1817. La especie se conoce solo por el holotipo que fue recolectado por el zoólogo François Péron durante la expedición de Nicolas Baudin a Australia de 1800 a 1803.
Basónimo
- Chironectes unipennis Cuvier

Etimología
unipennis: epíteto latino conformado por las palabras unus que significa 'uno' y penna que significa 'ala'.